# Dalmazzo Francesco Vasco
 (août 2012).
Si vous disposez d'ouvrages ou d'articles de référence ou si vous connaissez des sites web de qualité traitant du thème abordé ici, merci de compléter l'article en donnant les références utiles à sa vérifiabilité et en les liant à la section « Notes et références ».
Le comte Dalmazzo Francesco Vasco (1732-1794) natif de Turin fut un idéologue piémontais du XVIIIe siècle très actif. Il est le frère de Giambattista Vasco (1733 - 1796) qui fut l'un des plus grands économistes piémontais.

## Biographie
"Du comte Francesco Dalmazzo Vasco, je dirai qu'il fut l'encyclopédiste par excellence, le réformateur, le Verri du Piémont. Ses manuscrits traitent d'impositions, de code criminel, de projets constitutionnels aussi bien que de philosophie ou du problème de la Corse".
Dalmazzo Francesco Vasco rédigea une proposition de constitution pour la Corse en prônant la mise en place d'un régime fondé sur le despotisme éclairé. À l'instar de nombreux Européens de son temps, la révolte corse éveilla en lui un certain engouement.
Il meurt en prison le 12 août 1794 après trois années de réclusion dans une cellule du château d'Ivrée.

### Œuvres
- Delle leggi civili reali, 1766 Milano, 1766.